# Alpenverein Edelweiss
Der Alpenverein Edelweiss, mit vollständigem Namen Alpenverein Edelweiss – Zweig des Österreichischen Alpenvereins, ist ein Wiener Zweigverein des Österreichischen Alpenvereins (ÖAV) und ist die derzeit zweitgrößte Sektion des Alpenvereins und damit auch der zweitgrößte Sportverein Österreichs mit 88.226 Mitgliedern. (Stand: 31. Dezember 2024)

## Geschichte
1946 wurde der Alpenverein Edelweiss als Sektion des Österreichischen Alpenvereins gegründet.
Die Sektion selbst besaß bei ihrer Gründung 1946 keine eigenen Hütten. Erst 1954 wurde die erste Hütte in Betrieb genommen, die Tappenkarseehütte in den Radstädter Tauern. Die zweite Hütte, das von der Sektion Stuhlecker übernommene Alois-Günther-Haus am Stuhleck-Gipfel in der Steiermark, konnte 1964 in Betrieb genommen werden. 2012 ist das Haus mit dem ÖAV-Umweltgütesiegel ausgezeichnet worden.
Seit 1960 gehört die Edelweisshütte dem Verein.
1967 erwarb man die Bohemiahütte (bis 1937: Wienerlandhütte) von der Sektion Prag des Deutschen Alpenvereins und errichtete 1969 ein Hauptgebäude inklusive Verbindungsgang zur Bohemiahütte. Benannt wurde das Haus, das heute als Skihotel geführt wird und mitten in der Tauernrunde zwischen Edelweiss- und Plattenkarbahn liegt, nach dem damaligen Vorsitzenden Rudolf Wismeyer. Das Wismeyerhaus wurde im Jahr 2011 mit dem ÖAV-Umweltgütesiegel und 2012 mit dem Umweltzeichen für Tourismusbetriebe vom Umweltministerium ausgezeichnet.
1986 kam das Albert-Biwak in der Schmalzscharte am Tauern-Höhenweg in Salzburg hinzu.
Als die Sektion „Wiener Lehrer“ nach ihrer Auflösung 2009 vom Alpenverein Edelweiss aufgenommen wurde und als Gruppe innerhalb der Sektion Edelweiss weiter besteht, ging deren Hüttenbesitz zur Sektion Edelweiss über. Die Adolf-Noßberger-Hütte (Nationalpark Hohe Tauern, Kärnten, 2488 m), die Hochschoberhütte (Nationalpark Hohe Tauern, Osttirol, 2322 m), beide ausgezeichnet mit dem ÖAV-Umweltgütesiegel, und das Hinteralmhaus in den Mürzsteger Alpen/Steiermark, das ab 2013 als Selbstversorgerhütte geführt wird, sind jetzt im Besitz des Alpenvereins Edelweiss, der damit auch familiengeeignete Hochgebirgshütten besitzt.
Seit 2022 ist der Alpenverein Edelweiss nach dem Österreichischen Umweltzeichen für Bildungseinrichtungen zertifiziert.

## Wege und Hütten
- Adolf-Noßberger-Hütte, 2488 m
- Albert-Biwak,[9] 2428 m
- Alois-Günther-Haus, 1782 m
- Donaulandhütte, 1450 m, ab 2023[10]
- Edelweisshütte am Schneeberg, 1235 m
- Hinteralmhaus,[11] 1442 m
- Hochschoberhütte, 2322 m
- Kampthalerhütte,[12] 313 m
- Tappenkarseehütte, 1820 m
- Wismeyerhaus,[13] 1670 m

Weiters betreut der Alpenverein Edelweiss im Rahmen der Wegesicherungspflicht rund 220 km Wegenetz in seinen Arbeitsgebieten in den österreichischen Alpen. Für den Zustieg zu seinen 9 Hütten (+ 1 Biwak) und Häusern, für die der Alpenverein Edelweiss zuständig ist, werden Wege und Schilder in Stand gehalten.

## Weitere Einrichtungen
- Vienna City Rock, Seilkletter-Kurshalle in einem Oberstufengymnasium
- Boulder-Halle Edelweiss Center
- Klettercampus Pressbaum
- Paddelclub Edelweiss

Der Alpenverein Edelweiss führt außerdem das Reisebüro Weltbewegend, welches Pauschalreisen vermarktet.